# Calypso (Schiff)
Das Forschungsschiff Calypso wurde von dem Ozeanografie-Forscher Jacques-Yves Cousteau als mobiles Labor für die Feldforschung benutzt.

## Geschichte

### Bau und Einsatz im Zweiten Weltkrieg 1941–1947
Ursprünglich war die Calypso ein US-amerikanisches Minensuchboot der YMS-Klasse der US-Marine mit der Kennung BYMS-26. Kiellegung war der 12. August 1941 in der Ballard Marine Railway Co., Inc., Werft in Seattle, USA und Stapellauf am 21. März 1942. Die US-Marine überstellte das Schiff am 22. August 1942 an Großbritannien. Es wurde als HMS J-826 im Februar 1943 neu klassifiziert. Eingesetzt wurde das Schiff im Mittelmeer. 1944 wurde es in HMS BYMS-2026 umbenannt und 1946 auf Malta auf Reede gelegt. Am 10. Juni 1947 wurde es aus dem Marineregister gestrichen. Am 12. August 1947 ging es wieder in den Besitz der Vereinigten Staaten.

### Fährbetrieb auf Malta 1947–1950
Das Schiff wurde an Joseph Gasan verkauft und in eine Fähre umgewandelt, die zwischen Malta und der Nachbarinsel Gozo verkehrte und in Calypso umbenannt – nach der Nymphe Kalypso, die nach Homers Odyssee auf der mythischen Insel Ogygia gelebt hat.

### Jacques-Yves Cousteaus Calypso (1950–1996)
Der irische Bierbrauer Guinness, der das Schiff im Jahre 1950 erworben hatte, stellte es Cousteau zur Verfügung. Dieser baute die Calypso in ein Forschungsschiff um. Die im Fernsehen weltweit populären Produktionen Cousteaus machten auch die Calypso weltbekannt. Viele Menschen verbinden bis heute Unterwasseraufnahmen und das Forschungstauchen mit der Calypso.

### Verbleib bis heute

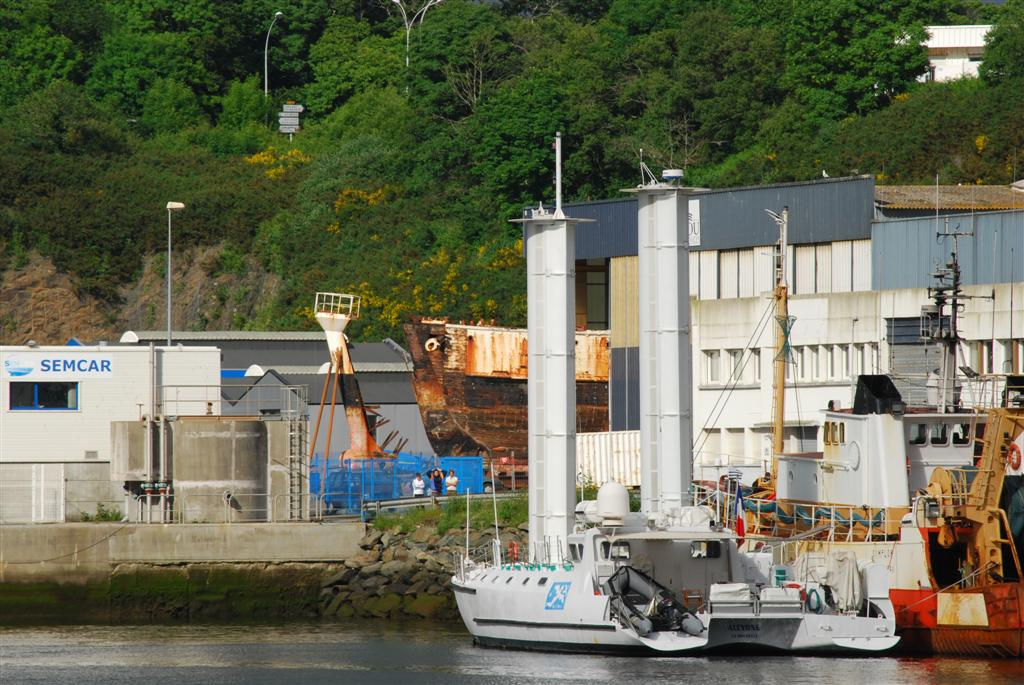
Die Calypso am 1. Juni 2008 in der Werft in Concarneau mit demontiertem Bug. Im Vordergrund die Alcyone.

Die Calypso wurde bei Wartungsarbeiten im Hafen von Singapur am 8. Januar 1996 von einer Barkasse gerammt und sank. Sie wurde gehoben, provisorisch instand gesetzt und im gleichen Jahr nach Marseille geschleppt. Cousteau wollte dort die Calypso der Universität Marseille schenken, was aber nicht zustande kam. 1998 wurde das Schiff nach La Rochelle geschleppt. Dort lag sie im Meeresmuseum, wurde aber nicht weiter gewartet oder repariert.
Ende 2004 wurde bekannt, dass Loël Guinness, der Enkel des seinerzeitigen Käufers, das Schiff für einen symbolischen Preis von einem Euro an den US-Kreuzfahrtkonzern Carnival verkauft hat. Für 1,3 Millionen Dollar sollte die Calypso generalüberholt und auf den Bahamas als Teil eines „Zentrums für Wissenschaft und Erziehung“ in ein schwimmendes Museum verwandelt werden.
Es folgte ein Rechtsstreit um den Besitzanspruch an der Calypso zwischen der „Cousteau Society“ unter dem Vorsitz der Witwe Cousteaus und der „Campagnes Océaniques Françaises“ (COF), der auch der Sohn des Forschers angehörte. Am 17. November 2005 entschied das Obergericht in Paris, dass die Calypso in der Tat der „Equipe Cousteau“ gehöre und der Verkauf damit rechtmäßig abgeschlossen werden konnte.
Im Oktober 2007 wurde die Calypso nach Concarneau in der Bretagne (Departement Finistère; 29) geschleppt, um dort auf der Werft Piriou vollständig instand gesetzt zu werden.
Stand September 2008: In der Werft des Fischereihafens am Ufer des Moros wurden alle Aufbauten sowie der Bug des Schiffes demontiert, um getrennt von den Spanten und der Außenhaut des Schiffes restauriert zu werden. Das „Gerippe“ lag zu diesem Zeitpunkt „nackt“ im Werfthangar und wurde entrostet. Der Bugteil wurde abgenommen, um diese Arbeiten zu erleichtern, und stand auf einem fahrbaren Schlitten vor dem Hangartor (in Höhe des Trockendocks). Die Arbeiten konnten, außer bei schlechtem Wetter, wenn das Tor geschlossen war, von außen verfolgt werden.
Im Februar 2009 wurden die Arbeiten infolge eines Rechtsstreits mit der Werft Piriou eingestellt.
Jacques Cousteaus Sohn, Pierre-Yves plante anlässlich des 100. Geburtstags seines Vaters eine Expedition mit der Calypso. Er wollte dokumentieren, wie sich das Mittelmeer seit den letzten Fahrten von Jacques Cousteau verändert hatte. Da sich die Restaurierung der Calypso aber um unabsehbare Zeit verspätete, wurde das andere verbleibende Schiff, die Alcyone, für diese von der National Geographic Society geförderte Expedition reaktiviert. Der daraus entstandene Dokumentarfilm bekam den Titel: Secrets of the Mediterranean: Cousteau's Lost World.
Am 11. Oktober 2013 entschied das Handelsgericht von Quimper, dass die Cousteau Society aufgrund von nicht vertragsgemäß ausgeführten Restaurierungsarbeiten die von Piriou geforderten Zahlungen nicht leisten muss. Gleichzeitig befreite das Gericht Piriou von der Vertragsbindung. Dem Urteil zufolge musste die Cousteau Society bis zum Jahresende 2013 den Hangar der Werft räumen. Gegen das Urteil wurde seitens der Cousteau Society jedoch Einspruch eingelegt. Das weitere Schicksal der Calypso war damit zunächst unklar.
Im Dezember 2014 entschied ein Gericht, dass der Werft 273.000 € für die am Schiff ausgeführten Arbeiten zuständen. Sollte die Rechnung nicht bezahlt werden, so wurde der Werft das Recht zum Verkauf des Schiffes eingeräumt.  Die Cousteau Society bezahlte mit der Hilfe von Spenden der Öffentlichkeit die geforderte Summe. Im Januar 2016 wurde angekündigt, dass Mäzene gefunden werden konnten und die Restaurierung des Schiffes wieder aufgenommen werden kann.

### Restaurierung in İzmit bei Istanbul
Am 4. März 2016 wurde die Calypso samt neuer Motoren und historischer Aufbauten auf den niederländischen Spezialfrachter Abis Dusavik geladen. Dieser nahm Kurs auf die Türkei, wo er am 25. März 2016 eintraf und die Calypso in einer Werft in İzmit ablud. Die Cousteau Society engagierte für die Restaurierungsarbeiten türkische Schiffsbauer, weil diese noch über das notwendige Know-how und die Maschinen für Holzarbeiten in diesen Dimensionen verfügen. Die Calypso wird für die Arbeiten in einem eigens dafür hergestellten Hangar untergebracht. 
Am Dienstag, den 12. September 2017 um 2:30 Uhr beschädigte ein Feuer die legendäre Calypso. Es scheint jedoch, dass die historischen Elemente des Schiffes intakt sind, es sind einige der neuen Holzteile des Schiffes, die betroffen sind.
Die Arbeiten sollten bis voraussichtlich Ende 2018 abgeschlossen sein. Erklärtes Ziel war es, die Calypso wieder hochseetauglich zu machen, obwohl davon ausgegangen wird, dass das Schiff später eher als Naturschutz-Botschafter unterwegs sein soll und nicht mehr auf große Expeditionsfahrt gehen wird.
Leider wurden die Arbeiten anscheinend nie abgeschlossen und der aktuelle Zustand und Verbleib der Calypso ist unbekannt.

## Trivia
- John Denver schrieb das populäre Lied "Calypso" in Anerkennung der Calypso und ihrer Besatzung.[9] Es erreichte in den US-Charts den zweiten Platz.
- Jean Michel Jarre benannte einen Titel auf dem 1990 erschienenen Album Waiting for Cousteau/En attendant Cousteau nach dem Schiff.
- Die Firma Revell bietet seit 2010 erneut einen Modellbausatz der Calypso im Maßstab von 1:125 an. Das neue Schachteldekor stammt von dem Marinemaler Olaf Rahardt.

## Bilder

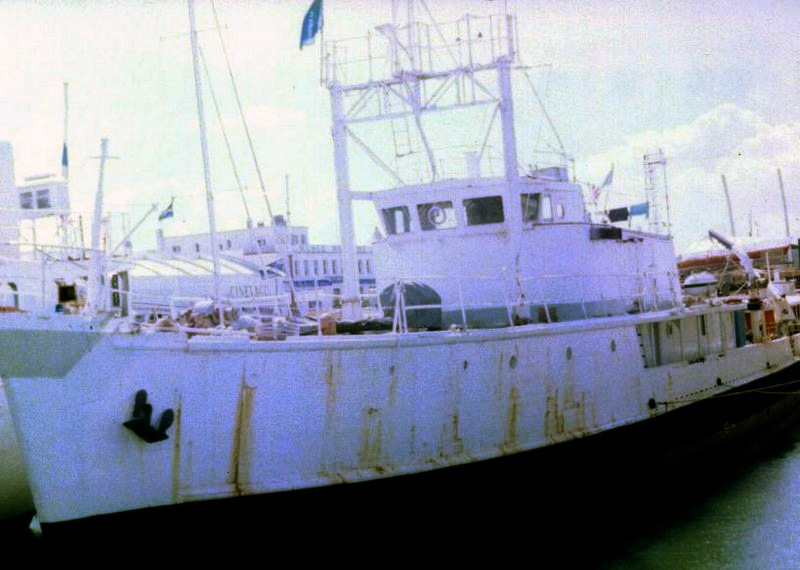
Die Calypso im April 1999 im Meeresmuseum in La Rochelle
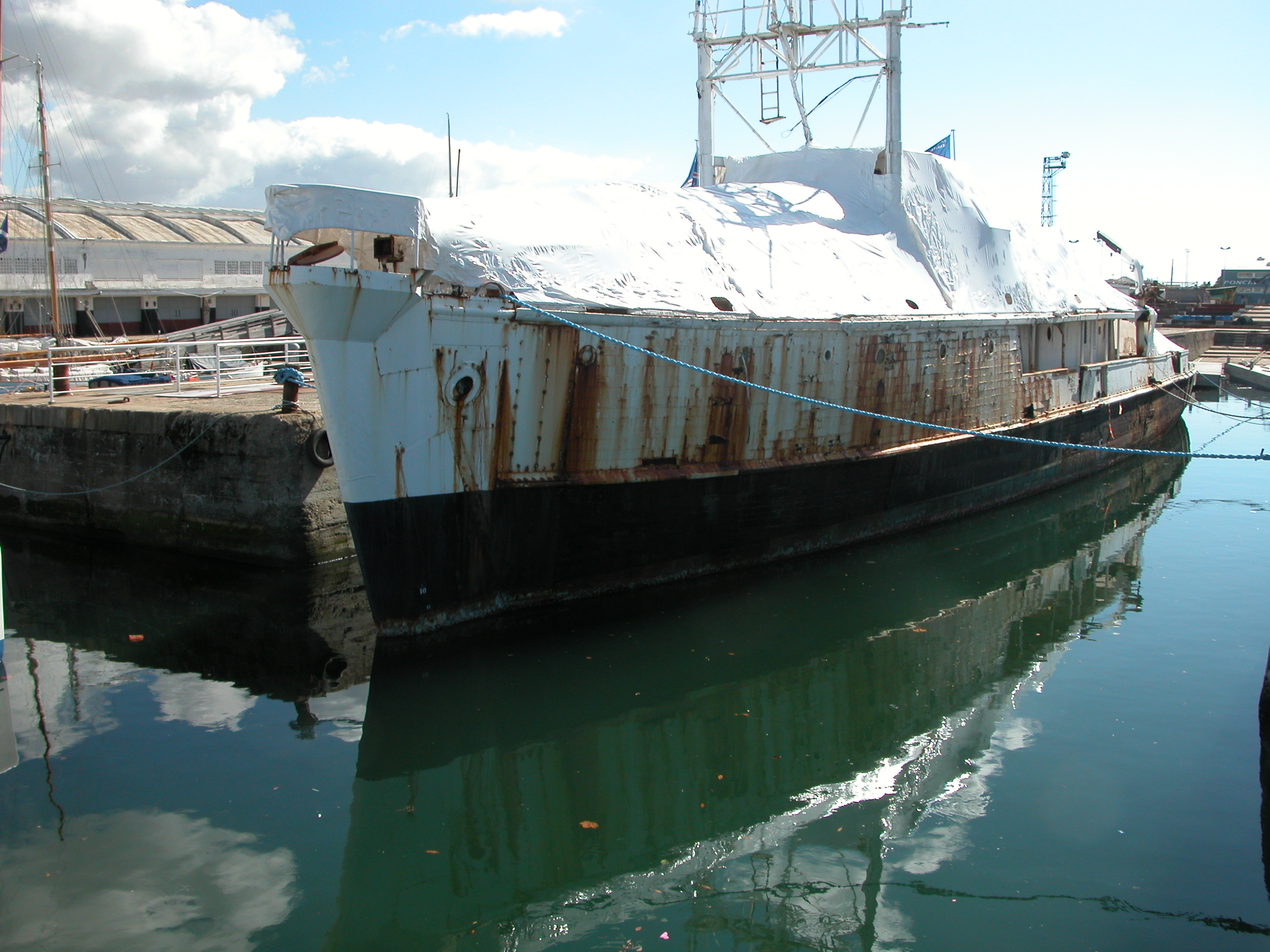
Die Calypso im September 2006
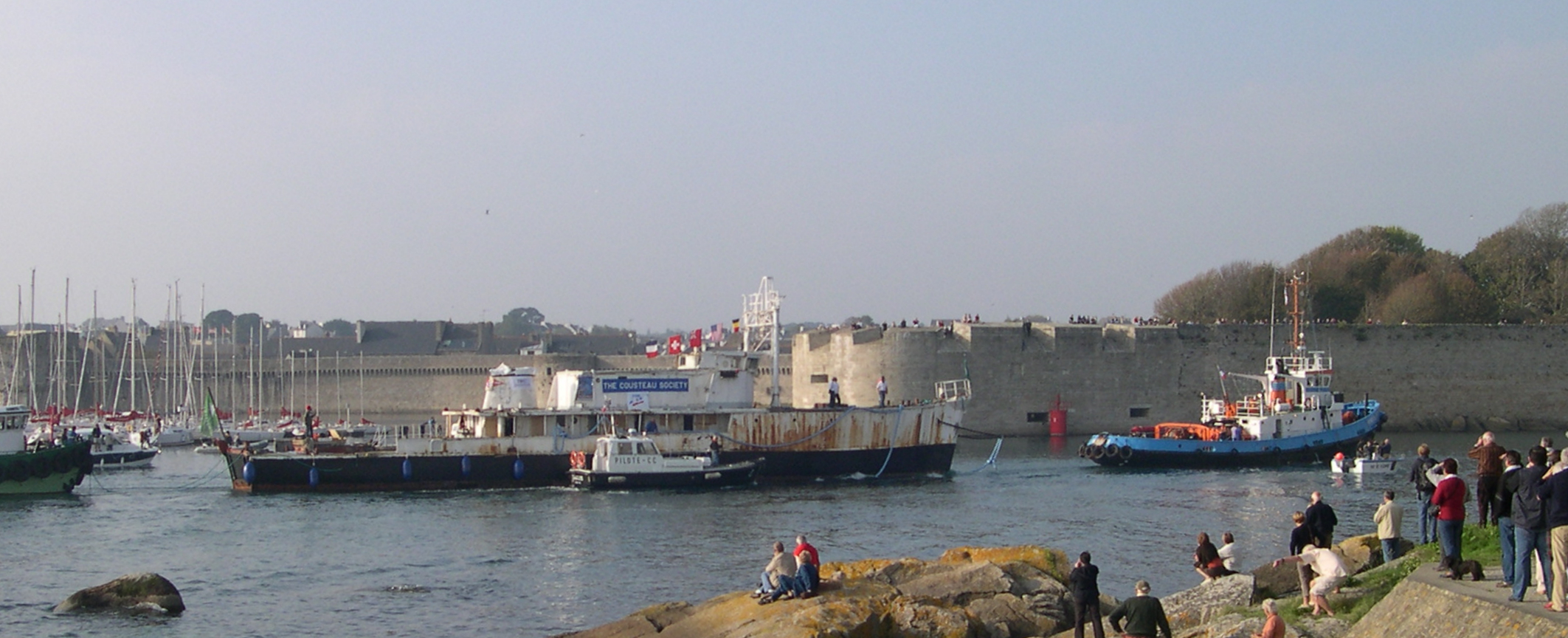
Die Calypso bei ihrer Ankunft am 12. Oktober 2007 in Concarneau
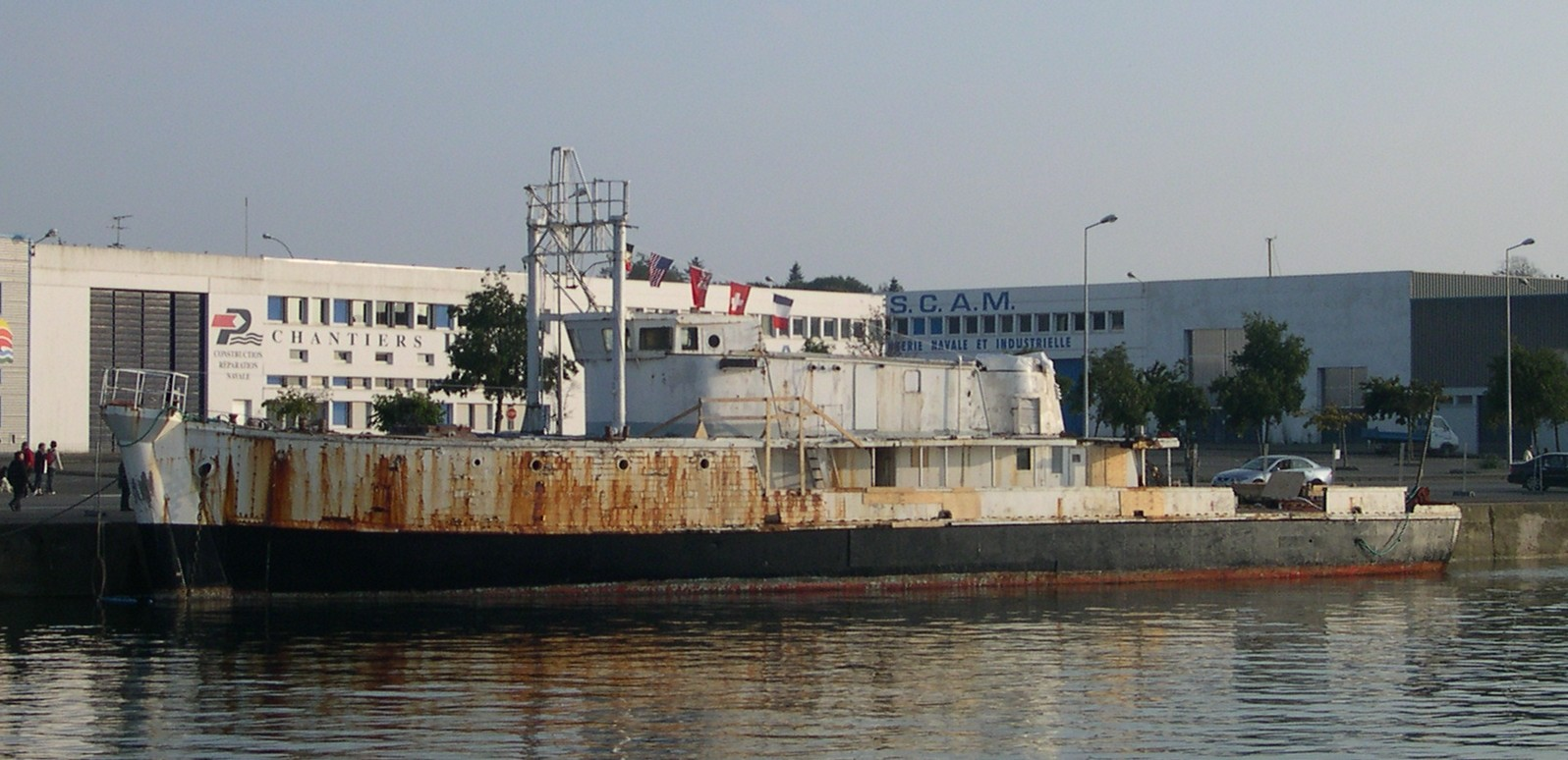
Die Calypso am 13. Oktober 2007 in Concarneau
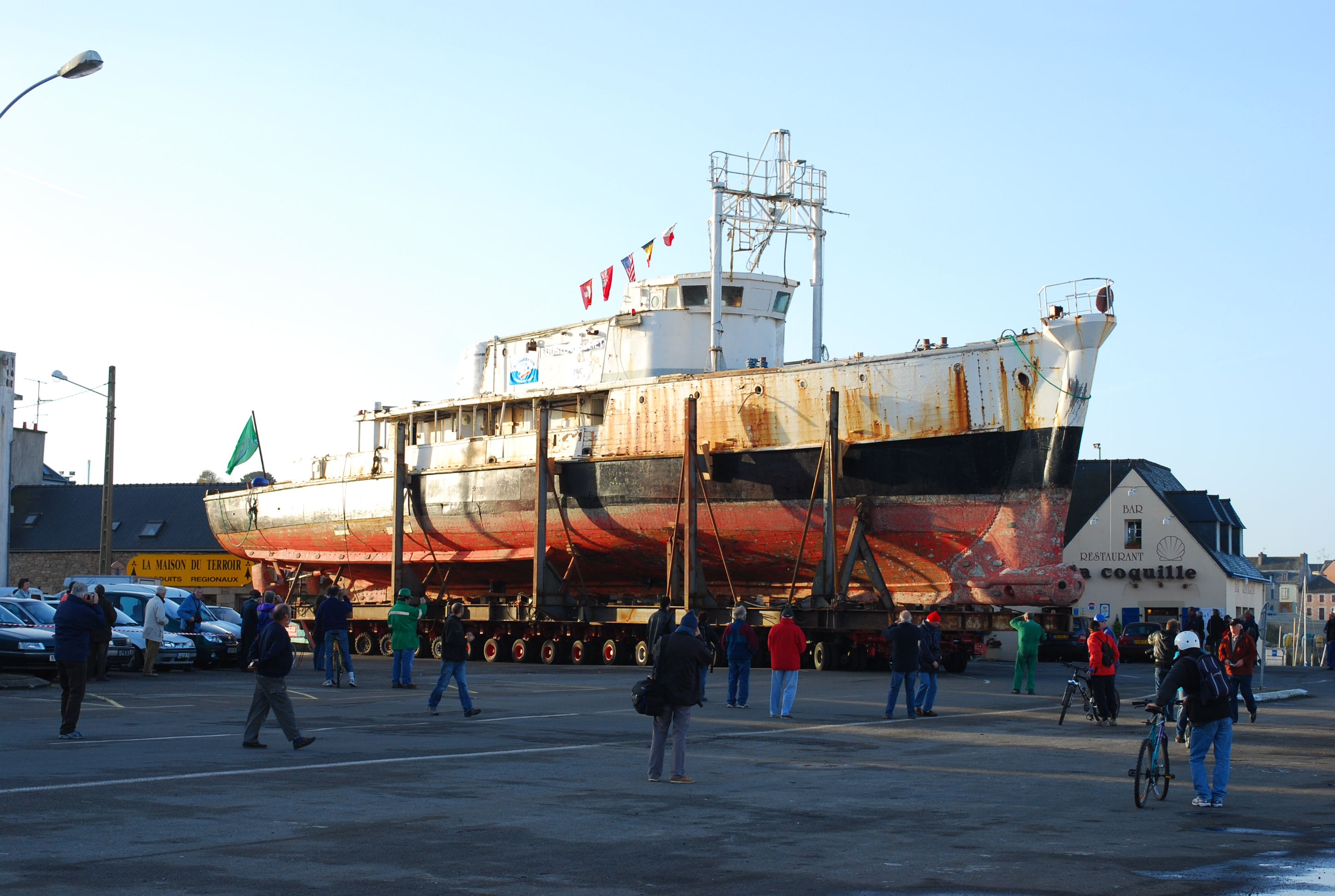
Die Calypso am 10. November 2007 auf dem Transport in die Werft in Concarneau
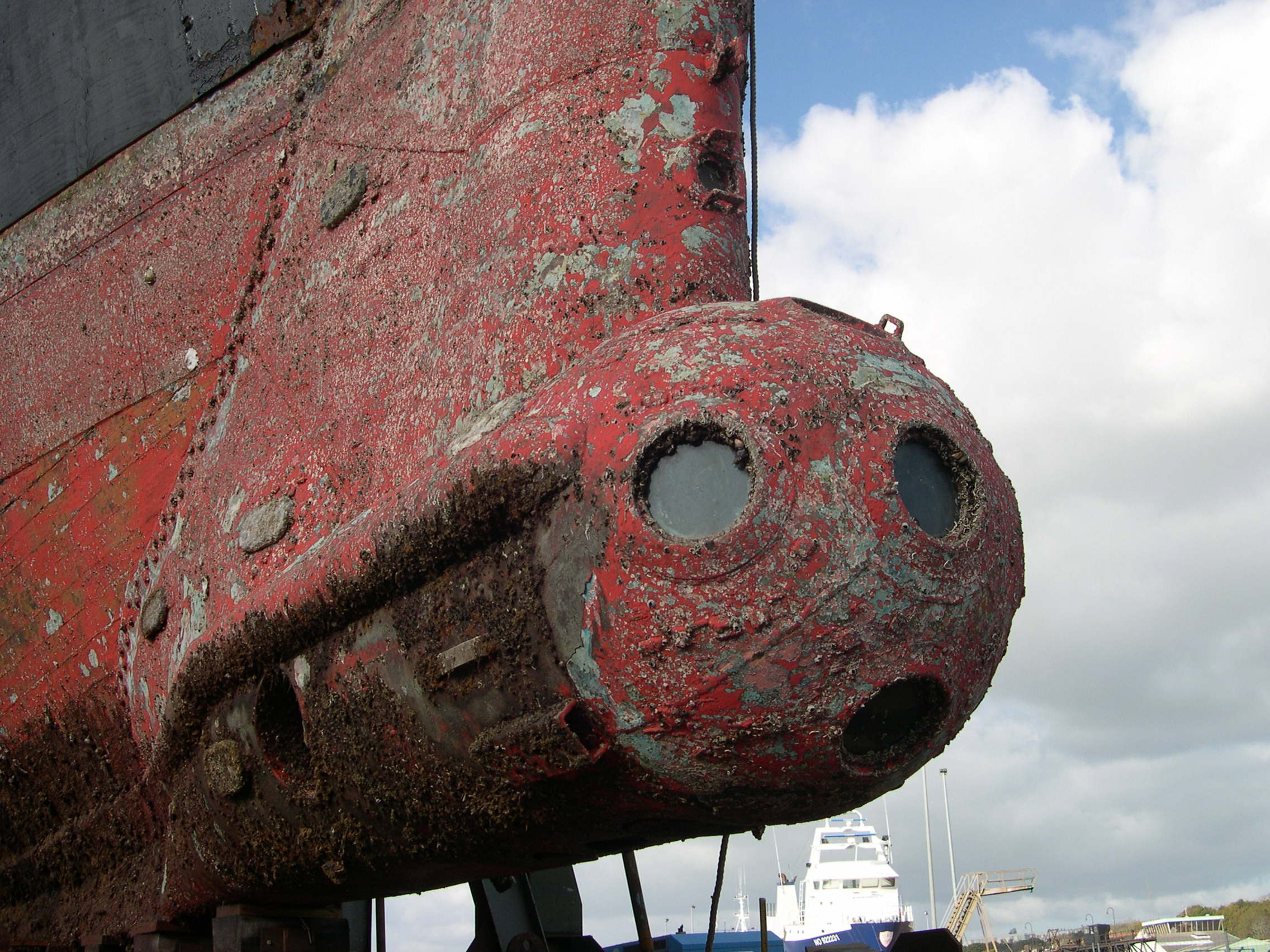
Der Bug der Calypso mit der von Cousteau entworfenen Nase mit Beobachtungsbullaugen
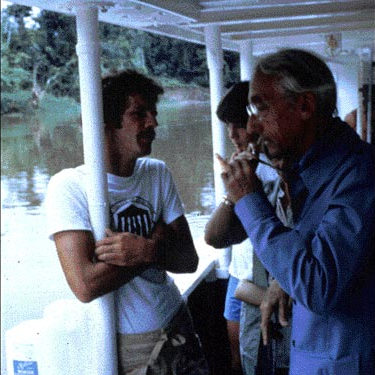
Cousteau auf der Calypso
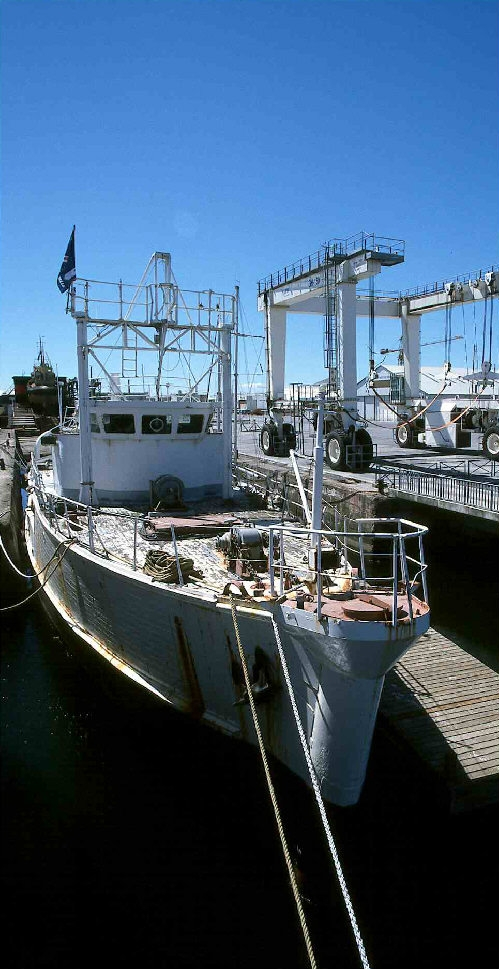
Die Calypso im August 2000 im Meeresmuseum von La Rochelle